# Trentels
Trentels [tʁɛ̃tɛl] est une commune du Sud-Ouest de la France, située dans le département de Lot-et-Garonne (région Nouvelle-Aquitaine).

## Géographie

### Localisation
La commune est située à mi-chemin entre Fumel (12 km) et Villeneuve-sur-Lot (15 km).

### Communes limitrophes
Les communes limitrophes sont  Condezaygues, Monségur, Penne-d'Agenais, Saint-Aubin, Saint-Georges, Saint-Sylvestre-sur-Lot, Saint-Vite, Trémons et Villeneuve-sur-Lot.
| Saint-Aubin             | Monségur        | Condezaygues, Saint-Vite |
| Villeneuve-sur-Lot      | Trentels        | Saint-Georges            |
| Saint-Sylvestre-sur-Lot | Penne-d'Agenais | Trémons                  |

### Géologie et relief
Elle est située sur la rive droite du Lot qui constitue une région alluvionnaire datant du Quaternaire. Le substrat est calcaire ou formé de molasses.

### Hydrographie
Le Lot traverse la commune.
Les ruisseaux de la commune affluents du Lot sont, d'amont en aval, le Fon Goudal, la Tourte et La Carral qui sert de limite avec Saint-Sylvestre-sur-Lot.

### Climat
Pour des articles plus généraux, voir Climat de la Nouvelle-Aquitaine et Climat de Lot-et-Garonne.
Historiquement, la commune est exposée à un climat océanique aquitain.  
En 2020, Météo-France publie une typologie des climats de la France métropolitaine dans laquelle la commune est exposée à un climat océanique altéré et est dans la région climatique Aquitaine, Gascogne, caractérisée par une pluviométrie abondante au printemps, modérée en automne, un faible ensoleillement au printemps, un été chaud (19,5 °C), des vents faibles, des brouillards fréquents en automne et en hiver et des orages fréquents en été (15 à 20 jours).
Pour la période 1971-2000, la température annuelle moyenne est de 12,8 °C, avec une amplitude thermique annuelle de 15,4 °C. Le cumul annuel moyen de précipitations est de 844 mm, avec 10,7 jours de précipitations en janvier et 6,6 jours en juillet. Pour la période 1991-2020, la température moyenne annuelle observée sur la station météorologique la plus proche, située sur la commune de Lacapelle-Biron à 18 km à vol d'oiseau, est de 13,6 °C et le cumul annuel moyen de précipitations est de 833,3 mm,. Pour l'avenir, les paramètres climatiques de la commune estimés pour 2050 selon différents scénarios d’émission de gaz à effet de serre sont consultables sur un site dédié publié par Météo-France en novembre 2022.

## Urbanisme

### Typologie
Au 1er janvier 2024, Trentels est catégorisée commune rurale à habitat dispersé, selon la nouvelle grille communale de densité à sept niveaux définie par l'Insee en 2022.
Elle est située hors unité urbaine. Par ailleurs la commune fait partie de l'aire d'attraction de Villeneuve-sur-Lot, dont elle est une commune de la couronne,. Cette aire, qui regroupe 34 communes, est catégorisée dans les aires de 50 000 à moins de 200 000 habitants,.

### Occupation des sols

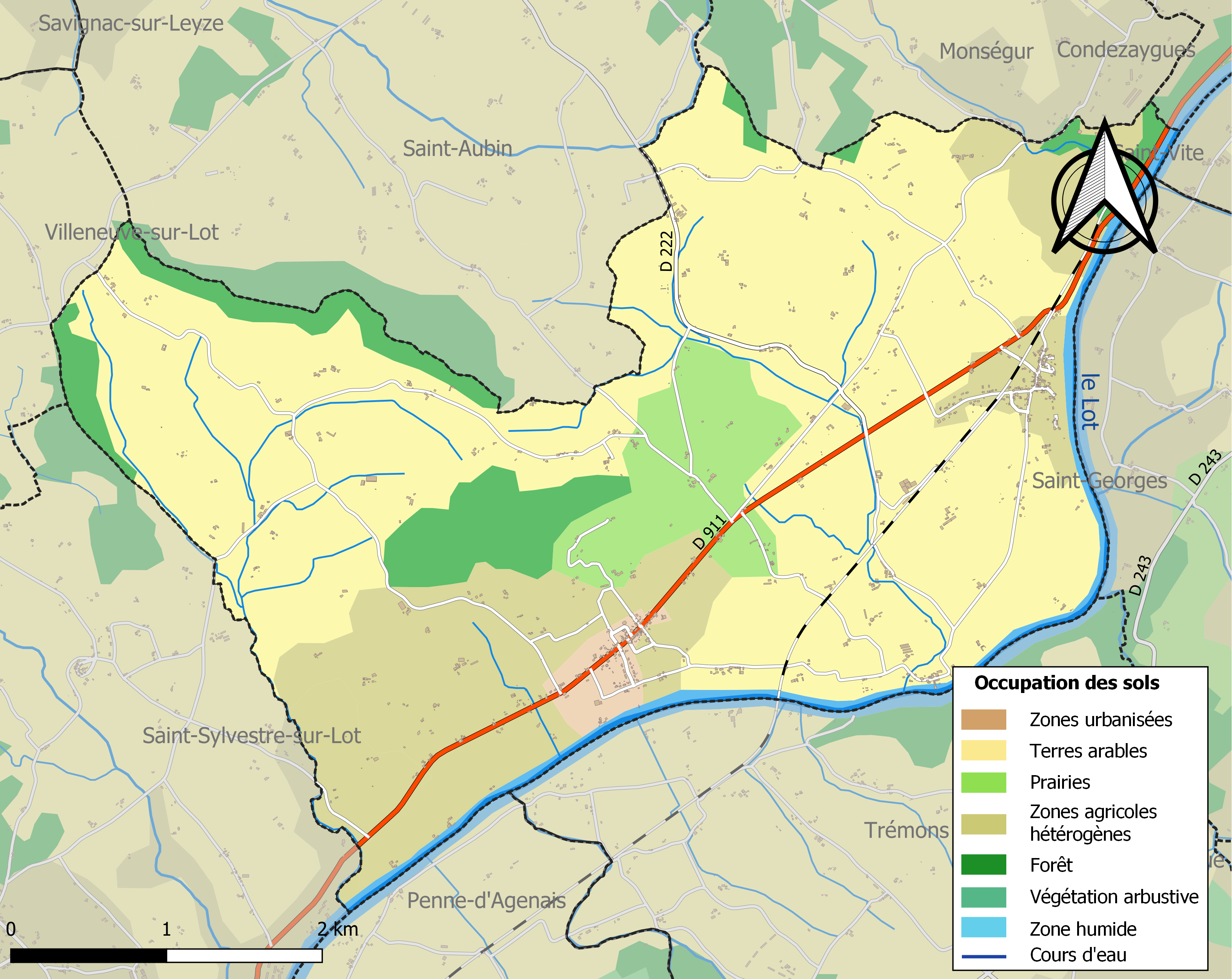
Carte des infrastructures et de l'occupation des sols de la commune en 2018 (CLC).

L'occupation des sols de la commune, telle qu'elle ressort de la base de données européenne d’occupation biophysique des sols Corine Land Cover (CLC), est marquée par l'importance des territoires agricoles (88 % en 2018), en diminution par rapport à 1990 (89,7 %). La répartition détaillée en 2018 est la suivante : 
terres arables (60,7 %), zones agricoles hétérogènes (20,6 %), forêts (7,5 %), prairies (6,8 %), eaux continentales (2,8 %), zones urbanisées (1,7 %). L'évolution de l’occupation des sols de la commune et de ses infrastructures peut être observée sur les différentes représentations cartographiques du territoire : la carte de Cassini (XVIIIe siècle), la carte d'état-major (1820-1866) et les cartes ou photos aériennes de l'IGN pour la période actuelle (1950 à aujourd'hui).

### Lieux-dits, hameaux et écarts
Outre le village, deux hameaux font partie de la commune : Ladignac et Lustrac.

### Voies de communication et transports
Trentels est situé sur la D911 reliant Villeneuve-sur-Lot à Fumel et possède une halte ferroviaire à Ladignac de la ligne Périgueux-Agen du réseau TER Aquitaine de la SNCF.

### Risques naturels et technologiques

#### Risques majeurs
Le territoire de la commune de Trentels est vulnérable à différents aléas naturels : météorologiques (tempête, orage, neige, grand froid, canicule ou sécheresse), inondations, mouvements de terrains et séisme (sismicité très faible). Il est également exposé à deux risques technologiques,  le transport de matières dangereuses et la rupture d'un barrage. Un site publié par le BRGM permet d'évaluer simplement et rapidement les risques d'un bien localisé soit par son adresse soit par le numéro de sa parcelle.

#### Risques naturels
Certaines parties du territoire communal sont susceptibles d’être affectées par le risque d’inondation par débordement de cours d'eau, notamment le Lot. La commune a été reconnue en état de catastrophe naturelle au titre des dommages causés par les inondations et coulées de boue survenues en 1982, 1988, 1993, 1999, 2003, 2008, 2009 et 2021,.
Les mouvements de terrains susceptibles de se produire sur la commune sont des affaissements et effondrements liés aux cavités souterraines (hors mines), des glissements de terrain et des tassements différentiels. Afin de mieux appréhender le risque d’affaissement de terrain, un inventaire national permet de localiser les éventuelles cavités souterraines sur la commune.

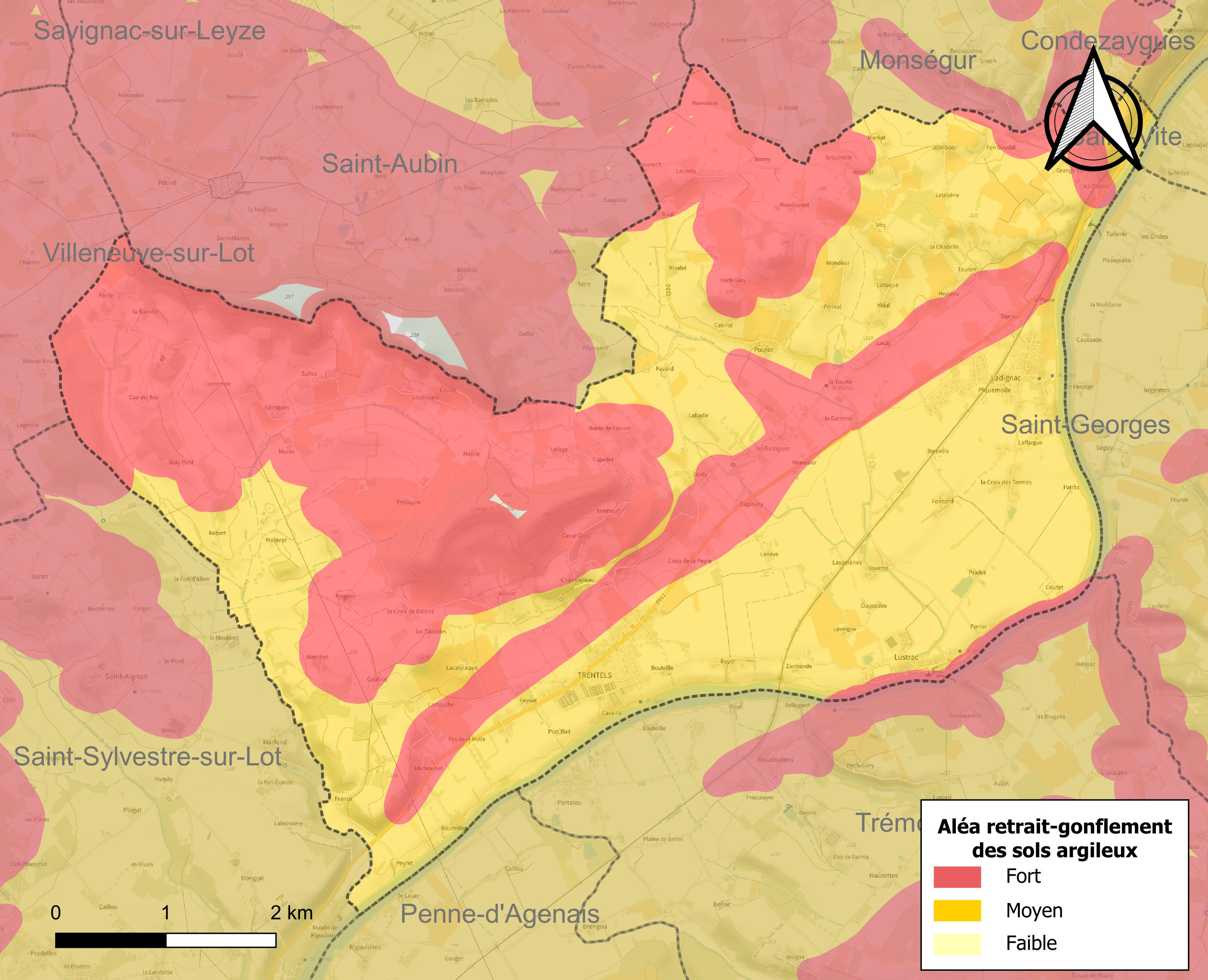
Carte des zones d'aléa retrait-gonflement des sols argileux de Trentels.

Le retrait-gonflement des sols argileux est susceptible d'engendrer des dommages importants aux bâtiments en cas d’alternance de périodes de sécheresse et de pluie. La totalité de la commune est en aléa moyen ou fort (91,8 % au niveau départemental et 48,5 % au niveau national). Depuis le 1er octobre 2020, en application de la loi ELAN, différentes contraintes s'imposent aux vendeurs, maîtres d'ouvrages ou constructeurs de biens situés dans une zone classée en aléa moyen ou fort,.
Concernant les mouvements de terrains, la commune a été reconnue en état de catastrophe naturelle au titre des dommages causés par la sécheresse en 1989, 2002, 2003, 2009, 2011, 2012 et 2017 et par des mouvements de terrain en 1999.

#### Risque technologique
La commune est en outre située en aval des barrages de Grandval dans le Cantal et de Sarrans en Aveyron, des ouvrages de classe A. À ce titre elle est susceptible d’être touchée par l’onde de submersion consécutive à la rupture de cet ouvrage.

## Toponymie
À la différence de Ladignac on ne connaît pas l'origine du nom de Trentels. Comme beaucoup d'autres villes ou villages son orthographe a varié au cours du temps. Ainsi :
- Sur les cartes de Cassini publiées en 1781 et 1783 on trouve le nom de Treintel[25],[26].
- Sur des documents de l'an II (1793) on trouve l'orthographe Trenteils[27].
- Sur le bulletin des lois de 1801 on trouve le nom de Trentel[28].

## Histoire

### Le lieu
La région est occupée dès le paléolithique comme en témoigne la grotte ornée de Cassegros.
Les Nitiobroges peuplent la région agenaise au IIIe siècle avant notre ère. Il subsiste de cette occupation un oppidum au sommet de la colline de Cassegros. Ils sont défaits en 56 av. J.-C. par les légions romaines. Au début du premier millénaire les romains installent des villas à Trentels, Ladignac et Paillé. Il n'en subsiste que quelques tegulae et le nom de Ladignac qui signifie villa de Latinus (ou Latinius).
La période troublée qui va jusqu'à la fin du XIIIe siècle ne laisse pas de trace. Il est certain que les populations locales on souffert durant cette période par les évènements intéressant la vallée du Lot. D'abord avec les invasions des Wisigoths au Ve siècle puis celles des Normands en 866. Au début du XIIe siècle le catharisme qui a prospéré dans la région est éradiqué par Simon de Monfort entre 1212 et 1214 avec la prise de Penne-d'Agenais puis la remontée vers Cahors. À cette époque les troupes « vivent sur le pays ». Les populations sont encore affectées par la Guerre de Cent Ans qui, dans la région, commence en 1324 avec la destruction de la bastide de Saint-Sardos.
C'est à cette époque que l'on note la création du moulin fortifié (1296) puis du château de Lustrac par Foulques de Lustrac. Un bac est créé vraisemblablement à la même époque. Naudonnet de Lustrac, descendant de Foulques s'illustre durant la Guerre de Cent Ans, en particulier dans la défense de son château.
Si l'on ajoute à cette guerre l'épidémie de peste noire en 1348, la fin du XIVe siècle voit une région ayant perdu les trois quarts de ses habitants en un siècle. Les seigneurs locaux ont recours à une immigration venant de l'Agenais et du Poitou.
La commune ne sera pas davantage épargnée par les guerres de religion à la fin du XVIe siècle, Ladignac étant un fief réformé, cette religion s'étant développée sous l'impulsion de Marguerite de Lustrac.
La Révolution française n'entraîne que des troubles mineurs et l'exil ou l'emprisonnement temporaire des nobles possédant les seigneuries de Lustrac, Trentels, Laval et des Ondes. Cette période verra la création de la première école communale publique à Ladignac en 1796. Une école de garçons sera ouverte à Trentels en 1844. Il faudra attendre 1881 pour la création d'une école communale de filles en remplacement d'une école libre préexistante.
Les guerres napoléoniennes sont lointaines et peu d'habitants y participent. Au contraire la Première Guerre mondiale entraînera une véritable saignée avec la perte de 41 individus sur une population d'environ 130 hommes en âge de porter les armes. Cela aura pour conséquences une baisse de la population jusque dans les années 50 et un déficit de main-d'ɶuvre dans l'agriculture.

### Les moyens de communication
Quand Édouard Ier reprend possession de l'Agenais, en 1279, après le traité d'Amiens, il entreprend de rendre navigable le Lot pour faciliter le transport des marchandises du Quercy vers Bordeaux. Pour cela fait construire onze barrages à la fin du XIIIe siècle dans le bailliage de Penne, dont deux sur l'actuelle commune de Trentels à Lustrac et aux Ondes. Les écluses actuelles « à la hollandaise » sont construites à la fin du XVIIe siècle, à l'initiative de Colbert.
Il se crée une importante activité de navigation fluviale (descente de bois et de charbon du Massif Central, de vins de Cahors, de produits de fonderie de la vallée de la Lémance, remontée de poisson séché et de produits manufacturés). En l'An II on dénombre 41 marins et un chantier naval à Ladignac où a été créé un second bac en 1476. Le lot est déclassé comme voie navigable en 1926 et le dernier bac, peu sûr, disparaît en 1937. La restauration récente des écluses est destinée à permettre l'utilisation touristique.
Ce déclassement est dû pour partie à la création de la ligne Périgueux-Agen en 1863. Elle est exploitée à ses débuts par Compagnie des chemins de fer du Midi et du Canal latéral à la Garonne avec une création de gare à Ladignac.

### La commune
Sur les cartes de Cassini publiées en 1781 et 1783 Treintel et Ladignac forment deux communautés distinctes.
À une date antérieure à 1806 ces deux communes sont rattachées à Penne-d'Agenais. Elles en sont détachées en 1839 pour former une commune unique (voir Liste des anciennes communes de Lot-et-Garonne).

## Politique et administration

### Découpage territorial

#### Commune et intercommunalités
Trentels appartient à la communauté de communes Fumel Vallée du Lot.

### Élections municipales et communautaires

#### Liste des maires
| Période                                  | Période        | Identité                             | Étiquette | Qualité                                                                   |
| ---------------------------------------- | -------------- | ------------------------------------ | --------- | ------------------------------------------------------------------------- |
| Les données manquantes sont à compléter. |                |                                      |           |                                                                           |
|                                          |                |                                      |           |                                                                           |
| 1839                                     | 1848           | Jean Léon Lamothe                    |           |                                                                           |
| 1848                                     | 1849           | G. Cassany de Mazet dit Mazet        |           |                                                                           |
| 1849                                     | 1852           | Pierre Lalbie                        |           |                                                                           |
| 1852                                     | 1870           | Pierre Baillarguès                   |           |                                                                           |
| août 1870                                | septembre 1870 | Jean Golse                           |           | Maire par intérim                                                         |
| 1870                                     | 1888           | Jean Etienne Cassany Hyacinthe Mazet |           |                                                                           |
| 1888                                     | 1892           | Joseph Meynot                        |           |                                                                           |
| 1892                                     | 1897           | Pierre Lalbie                        |           |                                                                           |
| 1897                                     | 1929           | Pierre-Numa Delmas                   |           | Chevalier de l'Ordre national de la Légion d'honneur                      |
| mai 1929                                 | juin 1943      | Charles Lalbie                       |           |                                                                           |
| juin 1943                                | septembre 1944 | Jean-Élie Baillarguès                |           | Délégation spéciale                                                       |
| septembre 1944                           | mai 1945       | Charles Lalbie                       |           |                                                                           |
| mai 1945                                 | mars 1959      | René Lescure                         |           |                                                                           |
| mars 1959                                | mars 1971      | Georges Seguin                       |           |                                                                           |
| mars 1971                                | mars 1983      | Marc Marie Henri Fabre               |           |                                                                           |
| mars 1983                                | mai 2020       | André Bonneilh                       | DVG       | Chevalier de l'Ordre national du Mérite, chevalier des Palmes académiques |
| mai 2020                                 | En cours       | Lionel Paillas                       |           |                                                                           |

### Jumelages
- Walhain (Belgique) province du Brabant wallon.

## Équipements et services publics

### Enseignement
La commune possède une maternelle et une école primaire qui dépendent de l'Académie de Bordeaux (Rectorat de Bordeaux) et de l'Inspection académique de Lot-et-Garonne.

## Population et société

### Démographie

#### Évolution démographique
Le premier recensement connu, en 1797, donne pour Trentels 515 habitants et pour Ladignac 535.

L'évolution du nombre d'habitants est connue à travers les recensements de la population effectués dans la commune depuis 1841. Pour les communes de moins de 10 000 habitants, une enquête de recensement portant sur toute la population est réalisée tous les cinq ans, les populations de référence des années intermédiaires étant quant à elles estimées par interpolation ou extrapolation. Pour la commune, le premier recensement exhaustif entrant dans le cadre du nouveau dispositif a été réalisé en 2007.

En 2022, la commune comptait 866 habitants, en évolution de +1,64 % par rapport à 2016 (Lot-et-Garonne : −0,18 %, France hors Mayotte : +2,11 %).
| 1841  | 1846  | 1851  | 1856  | 1861  | 1866  | 1872  | 1876  | 1881  |
| ----- | ----- | ----- | ----- | ----- | ----- | ----- | ----- | ----- |
| 1 315 | 1 272 | 1 244 | 1 179 | 1 234 | 1 175 | 1 116 | 1 082 | 1 034 |

| 1886  | 1891 | 1896 | 1901 | 1906 | 1911 | 1921 | 1926 | 1931 |
| ----- | ---- | ---- | ---- | ---- | ---- | ---- | ---- | ---- |
| 1 057 | 978  | 954  | 947  | 916  | 902  | 837  | 823  | 769  |

| 1936 | 1946 | 1954 | 1962 | 1968 | 1975 | 1982 | 1990 | 1999 |
| ---- | ---- | ---- | ---- | ---- | ---- | ---- | ---- | ---- |
| 831  | 810  | 850  | 923  | 886  | 916  | 801  | 836  | 825  |

| 2006 | 2007 | 2012 | 2017 | 2022 | - | - | - | - |
| ---- | ---- | ---- | ---- | ---- | - | - | - | - |
| 818  | 817  | 817  | 872  | 866  | - | - | - | - |

#### Pyramide des âges
La population de la commune est relativement jeune.
En 2018, le taux de personnes d'un âge inférieur à 30 ans s'élève à 32,2 %, soit au-dessus de la moyenne départementale (30,2 %). À l'inverse, le taux de personnes d'âge supérieur à 60 ans est de 27,3 % la même année, alors qu'il est de 33,1 % au niveau départemental.
En 2018, la commune comptait 451 hommes pour 434 femmes, soit un taux de 50,96 % d'hommes, largement supérieur au taux départemental (48,04 %).
Les pyramides des âges de la commune et du département s'établissent comme suit.
| Hommes | Classe d’âge | Femmes |
| ------ | ------------ | ------ |
| 0,7    | 90 ou +      | 0,9    |
| 7,6    | 75-89 ans    | 12,5   |
| 17,0   | 60-74 ans    | 16,0   |
| 21,1   | 45-59 ans    | 24,0   |
| 16,5   | 30-44 ans    | 19,2   |
| 16,2   | 15-29 ans    | 13,6   |
| 20,9   | 0-14 ans     | 13,7   |

| Hommes | Classe d’âge | Femmes |
| ------ | ------------ | ------ |
| 1,2    | 90 ou +      | 2,7    |
| 10,3   | 75-89 ans    | 12,5   |
| 20,5   | 60-74 ans    | 21,2   |
| 20,2   | 45-59 ans    | 19,9   |
| 16,3   | 30-44 ans    | 15,8   |
| 14,8   | 15-29 ans    | 13,3   |
| 16,7   | 0-14 ans     | 14,7   |

### Manifestations culturelles et festivités
L'association culturelle « Plein Vent » créée en 1986 organise le festival des Musiques du Monde autour de l'accordéon : 
« Accordéons-nous à Trentels » tous les ans durant le week-end de l'Ascension.

### Sports et loisirs
Le club compte un club de Rugby à XIII , l'US Trentels XIII (en). Ce club dispute en 2023 le championnat fédéral.

## Économie

### Revenus de la population
En 2015, le revenu fiscal médian par ménage était de 18 694 €, ce qui plaçait Trentels au 24 312e rang parmi les 32 974 communes de plus de 50 ménages en métropole.

### Entreprises
94 entreprises sont présentes sur le territoire de la commune dont 45 liées à une activité de culture ou d'élevage.

### Éco-village
Une expérience de communauté économique basée sur l'écologie et l’expérimentation d’un revenu de base en monnaie citoyenne locale appelée l'abeille a débuté en 2014. La permaculture y est pratiquée. Le but de cet éco-village est avant tout de tisser des liens sociaux, notamment les échanges avec les producteurs locaux et régionaux, afin de créer un milieu à la fois humainement résilient et résilient pour la nature.

## Culture locale et patrimoine

### Lieux et monuments

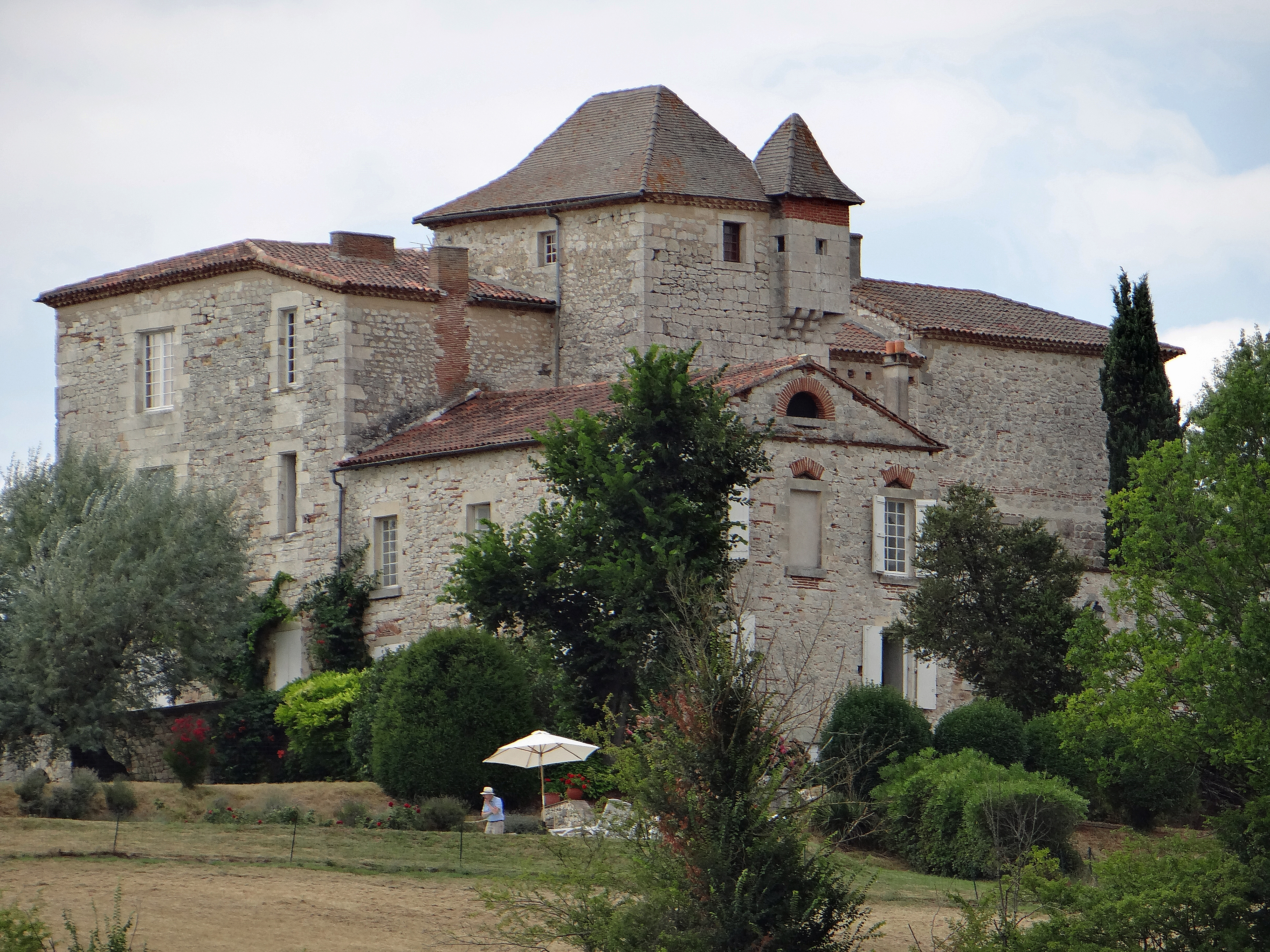
Le château de Laval.
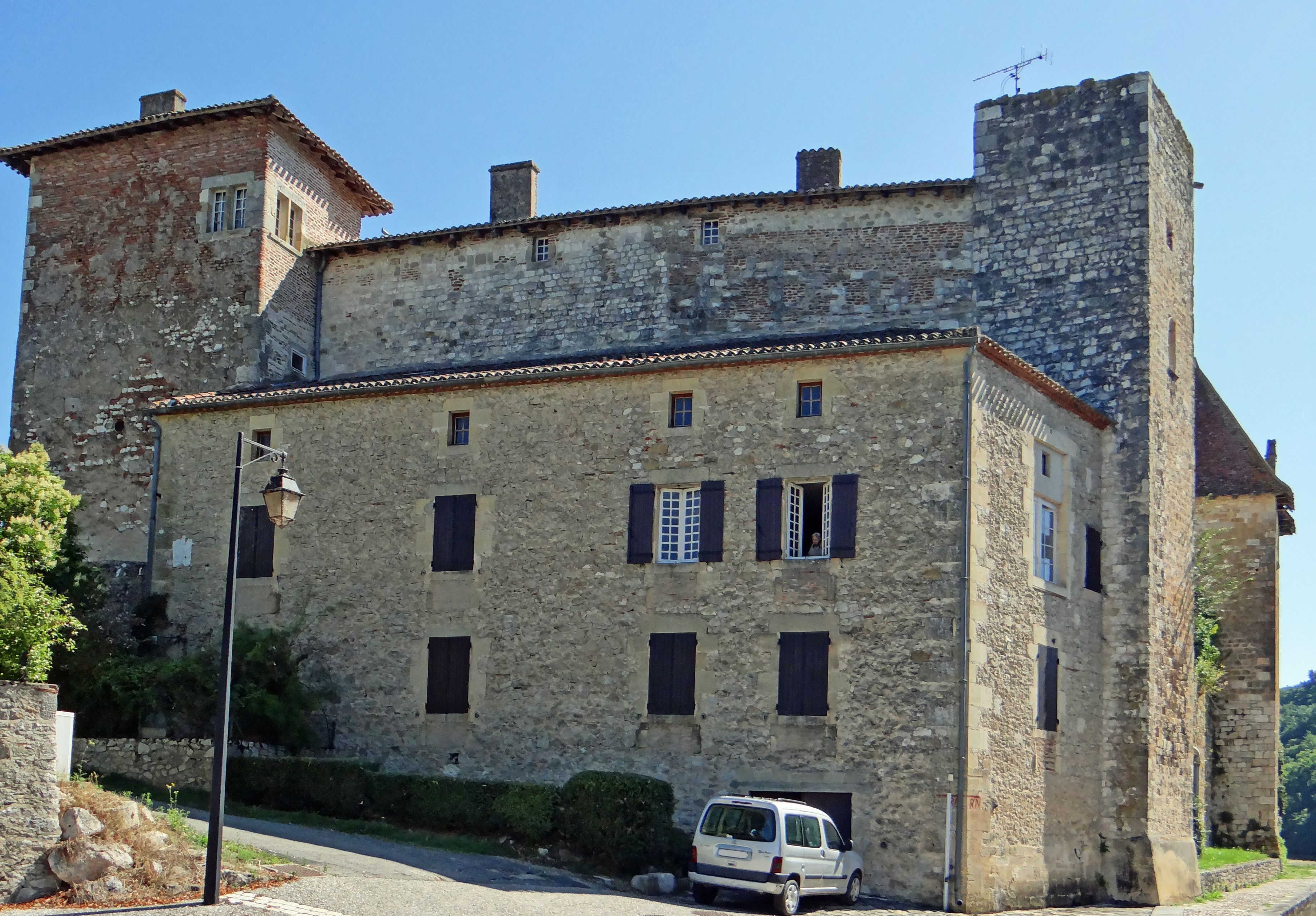
Château de Lustrac.
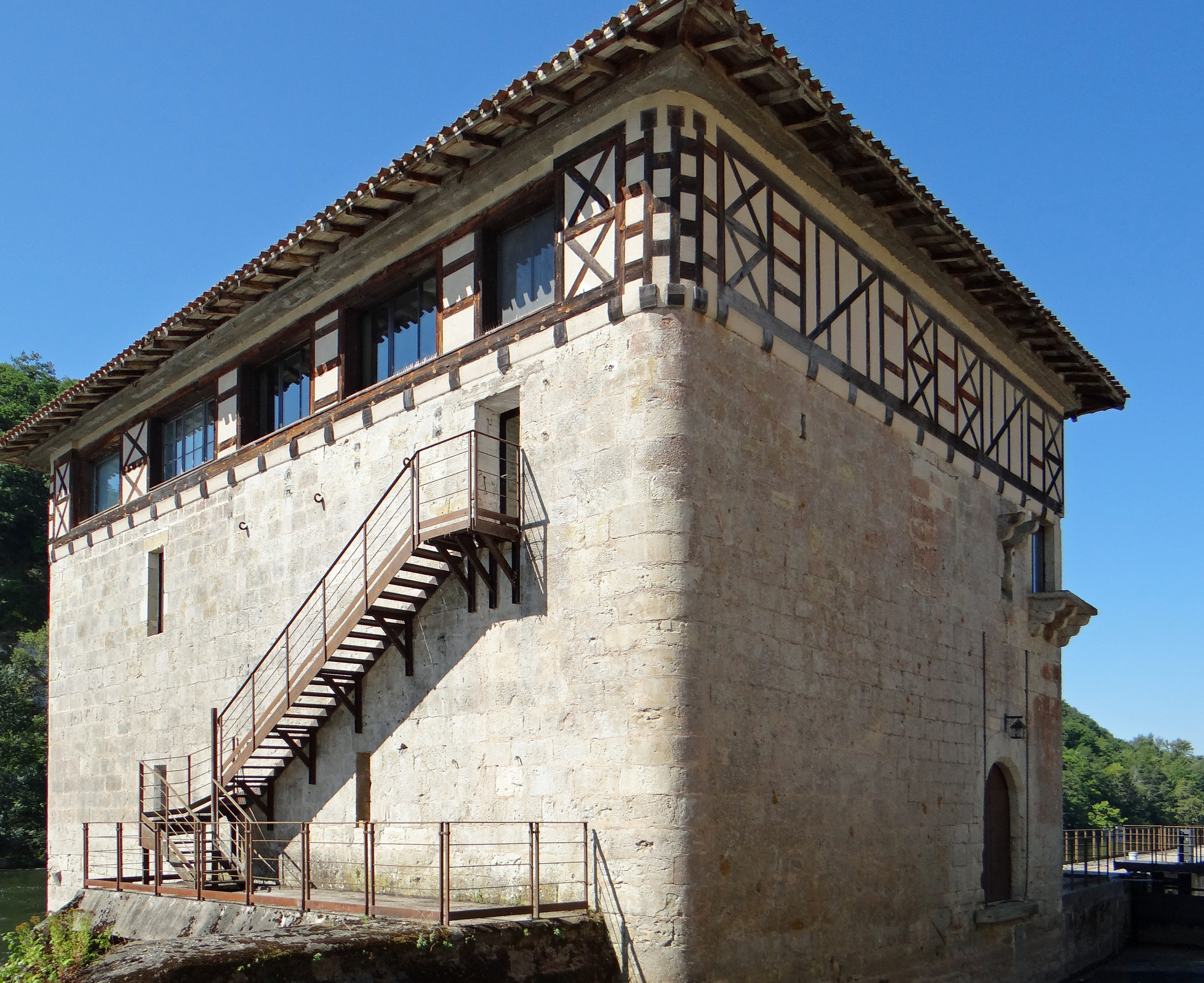
Moulin fortifié de Lustrac.

- Église paroissiale Saint-Christophe[46].

De l'édifice roman construit dans la période XIe siècle-XIIe siècle il subsiste le chevet plat, coupole au carré du transept. L'église a été reconstruite au XXe siècle. Elle est inscrite à l'Inventaire général du patrimoine culturel.
- Église Saint-Jean de Ladignac[48].

Elle est construite au XIIe siècle. Des chapelles sont accolées aux XIIIe siècle et XVIe siècle. L'église a été restaurée au XIXe siècle. Elle est inscrite à l'Inventaire général du patrimoine culturel.
- Château de la Chapelle[50].

Il est construit dans la période XVe siècle-XVIe siècle.
- Château Les Roques.

Construit au XVIe siècle. Il est inscrit aux monuments historiques en 1982.
- Château de Laval.

Il date des XIVe siècle, XVIIe siècle et XIXe siècle. Il est inscrit aux monuments historiques en 1976.
- Manoir de Labadie.

Construit au début du XVIIe siècle, il n'en reste qu'une partie du corps de logis. Il figure encore sur le plan cadastral de 1830.
- Manoir des Ondes[52].

Il est construit ou reconstruit au XVe siècle avec le moulin sur le Fon Goudal. Il est vraisemblablement lié à l'écluse éponyme. Ne subsiste de l'édifice que le corps de logis, les autres parties ayant été détruites au XIXe siècle pour la construction d'une route et de la voie ferrée.
- Écluses de Lustrac[53] et des Ondes.

Ces écluses sur le Lot font partie des 11 ouvrages construits à la fin du XIIIe siècle sur ordre de Édouard Ier pour rendre la rivière navigable.
- Moulin de Lustrac sur le Lot et château de Lustrac

Ces deux ouvrages datent de la période XIIIe siècle-XIVe siècle et sont inscrits à l'inventaire des monuments historiques en 1988. Le site lui-même a fait l'objet d'une décision de protection en 1982.
- Grotte de Cassegros[55].

C'est une grotte paléolithique ornée inscrite aux monuments historiques en 1996.

### Personnalités liées à la commune
- Foulque de Lustrac (vers 1265 - après 1311), fondateur du château de Lustrac et de la lignée des Lustrac.
- Arnaud dit Naudonnet de Lustrac (vers 1395-1470) qui s'est illustré au cours de la guerre de Cent Ans au service du roi de France Charles VII[29].
- Marguerite de Lustrac (1526 - 1597), dite la belle maréchale de Saint-André[56].
- Jord Cochevelou, (ré)inventeur de la harpe celtique, père du chanteur et musicien Alan Stivell, fut réfugié à Trentels dans la famille Broussy à la suite de l'exode de 1940, avant de remonter vers l'Auvergne[57].

### Héraldique
| Blason à dessiner | Blason  | D'azur à deux clés d'or passées en sautoir au 1er quartier, au château de trois tours couvertes d'or au 2e quartier, à trois coquilles d'or rangées en fasce en pointe. |
| Blason à dessiner | Détails | Le statut officiel du blason reste à déterminer. |